# Antiemètic
Antiemètic o antivomitiu és aquella substància que evita o suprimeix el vòmit. Exemples de medicaments antiemètics són la domperidona i la metoclopramida. Quant a plantes medicinals amb efecte antiemètic cal destacar el cànnabis, el clavell d'espècia i la llimona.
Els antiemètics s'utilitzen normalment per tractar la cinetosi i els efectes secundaris dels analgèsics opioides, els anestèsics generals i la quimioteràpia. També es poden utilitzar per a casos greus de gastroenteritis, especialment si el pacient està deshidratat.
Alguns antiemètics que abans es pensava que causaven defectes de naixement són segurs per a l'ús en complicacions de l'embaràs, com seria el tractament de nàusees matinals i hiperèmesi gravídica.
Segons la causa que origina el vòmit poden ser més convenients uns que altres antivomitius (independentment del tractament de la causa):
- En general: metoclopramida (Primperan), domperidona (EFG, Motilium).[7]
- Cinetosi: dimenhidrinat (Biodramina)
- Embaràs: doxilamina amb piridoxina (Cariban)
- Ús d'opiacis: haloperidol
- Hipertensió intracranial en pacients terminals: dexametasona (EFG, Fortecortin)
- Vòmits secundaris a quimioteràpia: ondansetró (EFG, Zofran)